# El bar del Folies Bergère
El bar del Folies Bergère és una pintura a l'oli realitzada per Édouard Manet el 1882 i actualment exposada a la Courtauld Institute of Art de Londres.
A la seva última obra mestra, Manet va tornar al tema de la vida parisenca contemporània. El Folies Bergère era el cafè concert més famós de l'època, i l'artista va tractar de representar el millor possible la fascinació del seu ambient. El quadre va ser realitzat en circumstàncies molt difícils, ja que la seva malaltia estava en una fase molt avançada, va obligar l'artista a pintar gairebé tota l'obra a l'estudi, establert davant un bar simulat. Aquesta és una de les raons per les quals els objectes en primer pla estan pintats amb major precisió que les nebuloses figures del fons. Manet havia contractat com a model una de les noies del Folies, i les sessions llargues i tedioses posant potser puguin justificar la seva expressió buida. La noia es deia Suzon i, per una rara coincidència, es va convertir més tard en l'esposa del primer biògraf de Manet.
La dona vestida de blanc és Méry Laurent (1849-1900), el gran amor de Stéphane Mallarmé. Al costat d'ella, Manet va retratar altres amics seus, companys de moltes nits en blanc. Les ampolles de xampany del primer pla són el símbol per excel·lència de la vida nocturna parisenca. El Folies Bergère fou inicialment un circ, a dalt a l'esquerra es veuen els peus d'una trapezista.